# Vanxains
Vanxains (okzitanisch Vansens) ist ein südwestfranzösischer Ort und eine Gemeinde (commune) mit 692 Einwohnern (Stand: 1. Januar 2022) im Südwesten des Départements Dordogne in der Region Nouvelle-Aquitaine (vor 2016: Aquitanien). Die Gemeinde besteht aus dem Hauptort sowie mehreren Weilern (hameaux) und Einzelgehöften (fermes). Die Bewohner werden Vanxinois und Vanxinoises genannt.

## Lage und Klima
Der Ort Vanxains liegt in der alten Kulturlandschaft des Périgord ca. 43 km (Fahrtstrecke) westlich von Périgueux bzw. gut 6 km südwestlich von Ribérac in einer Höhe von ca. 110 m. Das Klima ist gemäßigt; Regen (ca. 834 mm/Jahr) fällt übers Jahr verteilt.

## Bevölkerungsentwicklung
| Jahr      | 1800 | 1851 | 1901 | 1954 | 1999 | 2015 |
| Einwohner | 2030 | 1967 | 1364 | 872  | 665  | 704  |

Der kontinuierliche Bevölkerungsrückgang seit der zweiten Hälfte des 19. Jahrhunderts ist im Wesentlichen auf die Reblauskrise im Weinbau und die Mechanisierung der Landwirtschaft zurückzuführen; hinzu kommt die immer noch anhaltende Aufgabe von bäuerlichen Kleinbetrieben.

## Wirtschaft
Die Gemeinde ist immer noch in hohem Maße land- und forstwirtschaftlich geprägt; der in früheren Zeiten durchaus bedeutsame Weinbau spielt kaum noch eine Rolle. Im Ort selber haben sich Kleinhändler, Handwerker und Dienstleister niedergelassen. Seit den 1960er Jahren werden einige der leerstehenden Häuser als Ferienwohnungen (gîtes) vermietet.

## Geschichte
Auf dem Gemeindegebiet wurden 43 Bronzeäxte gefunden; der Name des Ortes ist wahrscheinlich keltischen Ursprungs. Die örtliche Pfarrkirche stammt aus dem 11. Jahrhundert; aus dem 13. Jahrhundert sind die Ortsnamen Vancenis, Avanxens und Avancens überliefert. Im 14. Jahrhundert war der Ort Sitz eines Erzpriesters, dem 41 Pfarreien unterstanden.

## Sehenswürdigkeiten
- Die romanische Église Notre-Dame wurde im Jahr 1147 geweiht. Während oder nach dem Hundertjährigen Krieg (1337–1453) wurde oberhalb der nahezu quadratischen Apsis und des Kirchenschiffs ein Fluchtraum eingerichtet. Im 16. Jahrhundert erweiterte man den Kirchenraum auf der Nordseite um ein einjochiges Seitenschiff, welches von einem Rippengewölbe bedeckt ist; außerdem wurde der Turm erhöht, doch blieb das romanische Archivoltenportal erhalten. Der Kirchenbau ist seit dem Jahr 1908 als Monument historique klassifiziert.[3][4]

Umgebung
- Das Château de la Brangelie steht – umgeben von Feldern und einem Wäldchen – ca. 1 km nördlich des Ortes. Die ältesten Teile der Anlage stammen aus dem 15. Jahrhundert, doch wurden später wiederholt Veränderungen vorgenommen. Auch ein Taubenhaus gehört zum Bautenkomplex dazu. Das Landschlösschen ist seit dem Jahr 2002 in die Liste des nationalen Denkmalinventars (Base Mérimée) aufgenommen.[5]
- Das im 19. Jahrhundert in historisierenden Stilformen erbaute Château Trompette befindet sich in einem Wäldchen ca. 1 km nordöstlich des Ortes. Es ist ebenfalls in die Liste des nationalen Denkmalinventars (Base Mérimée) aufgenommen.[6]

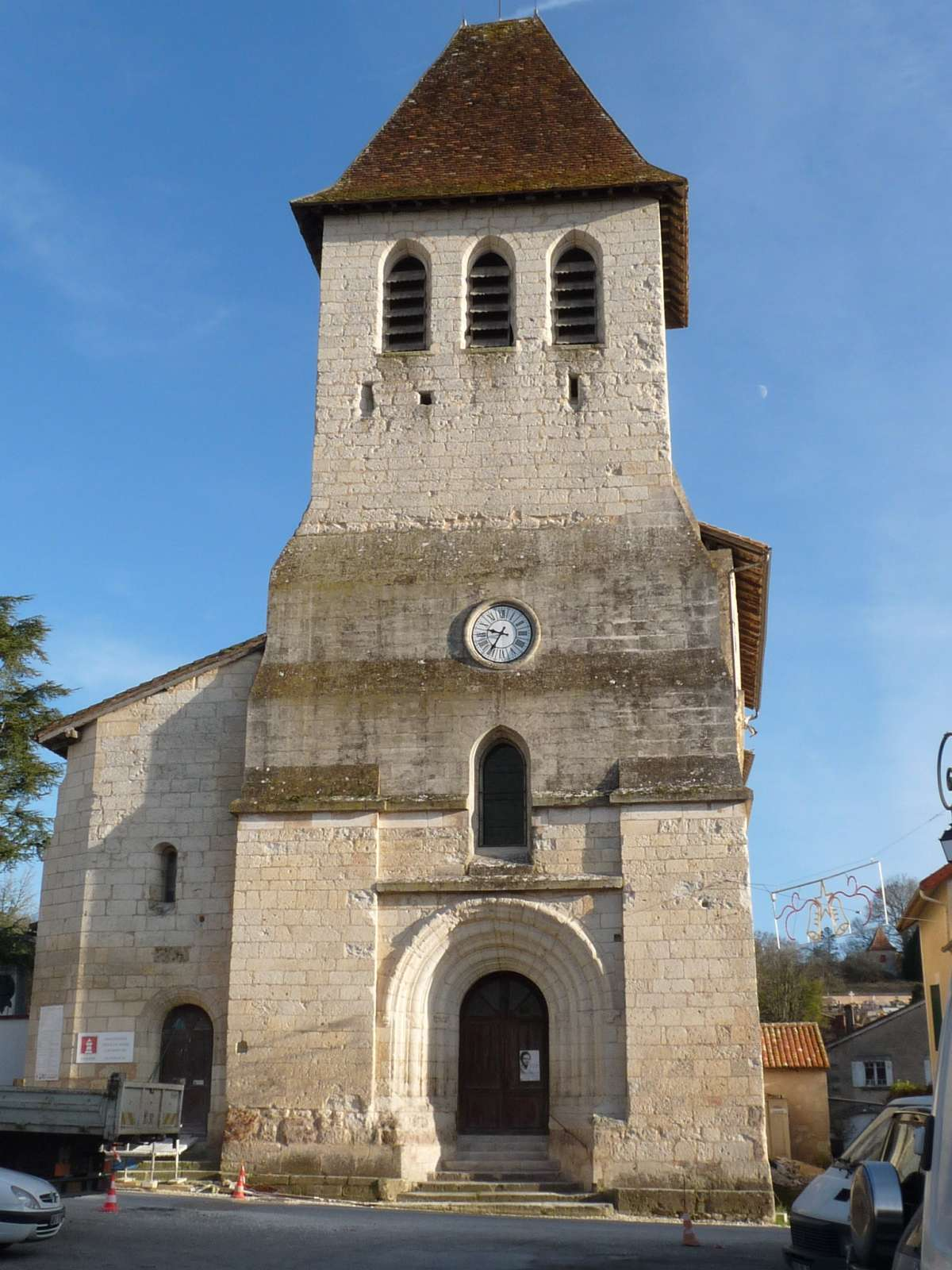
Kirche
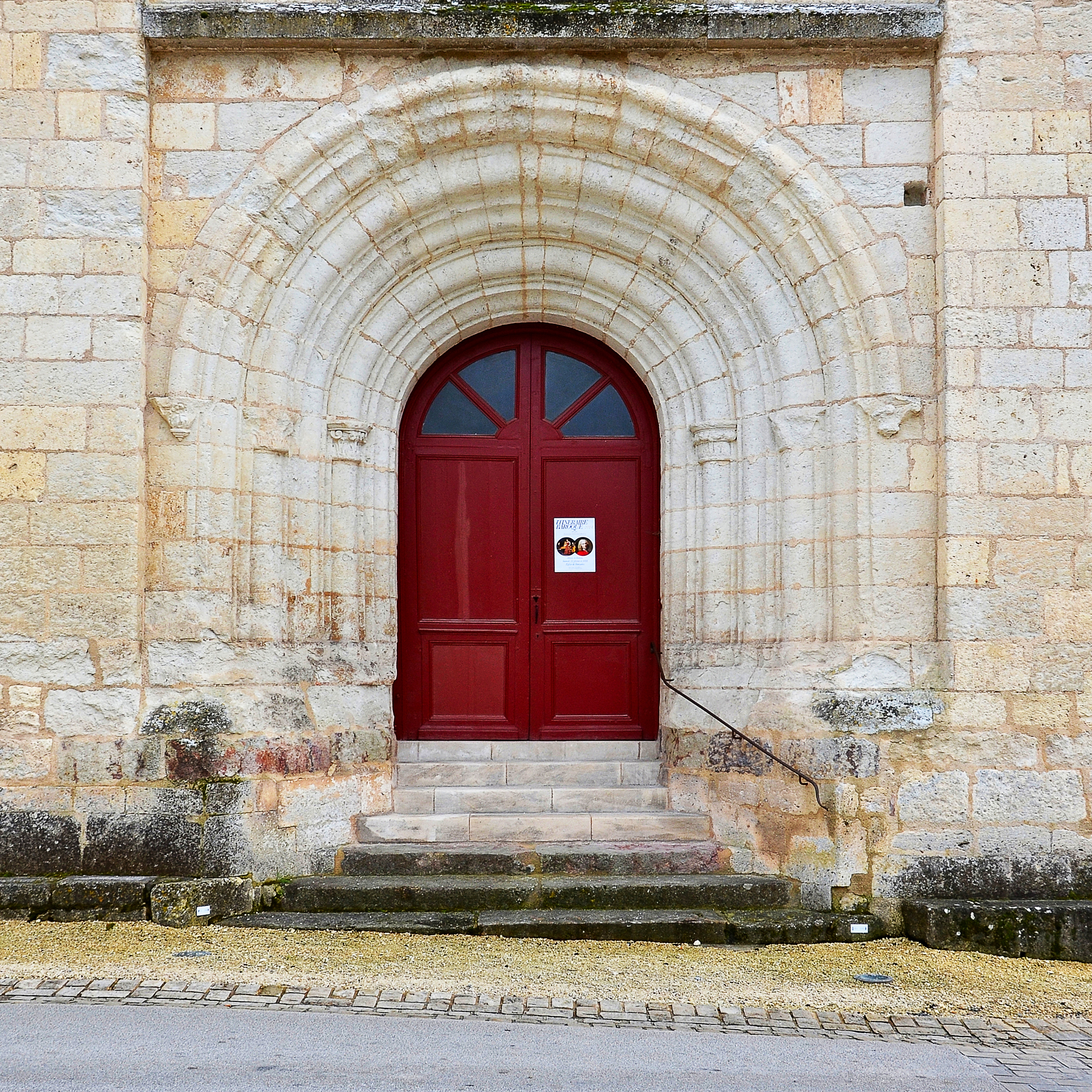
Archivoltenportal
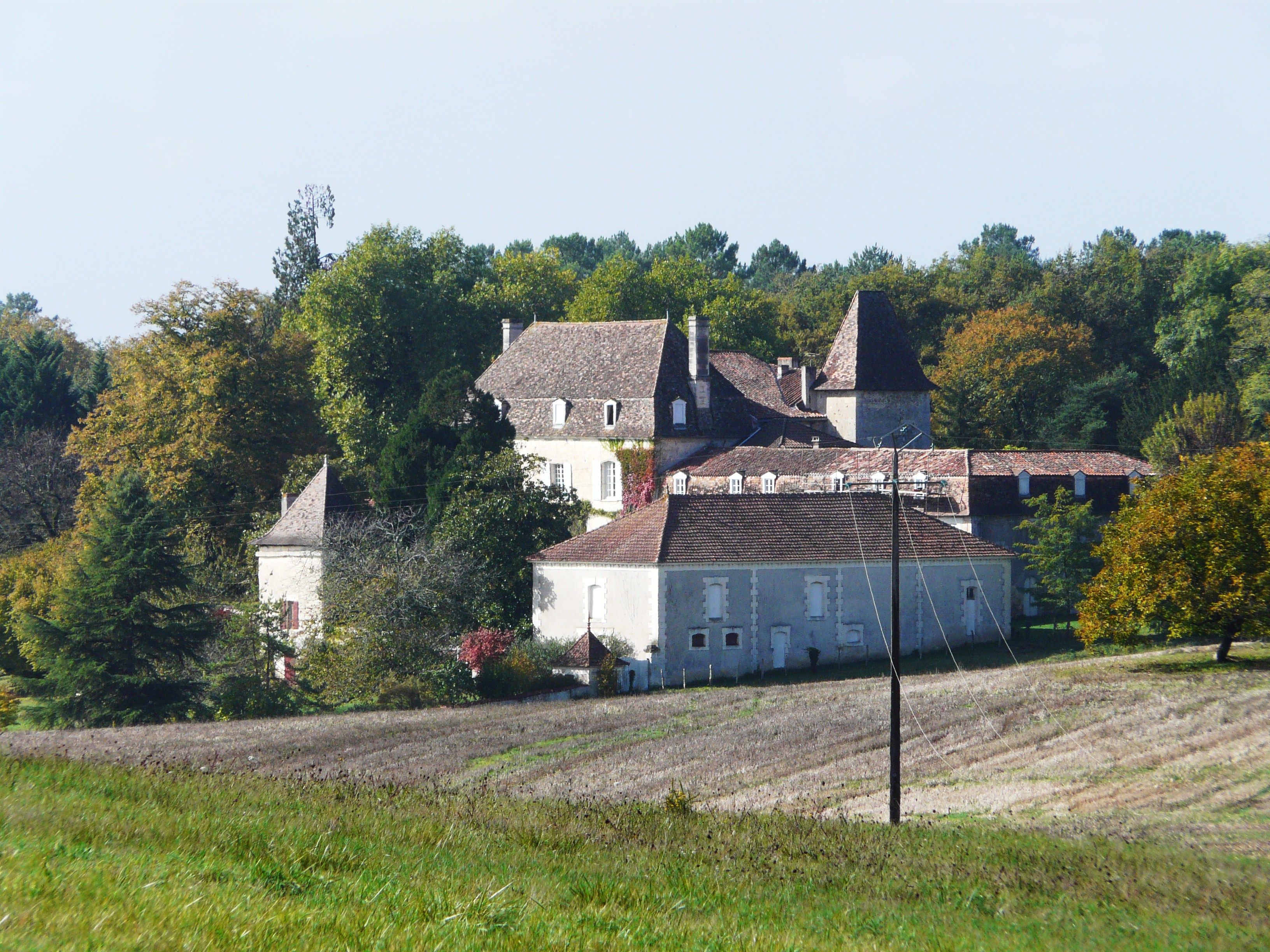
Château de la Brangelie
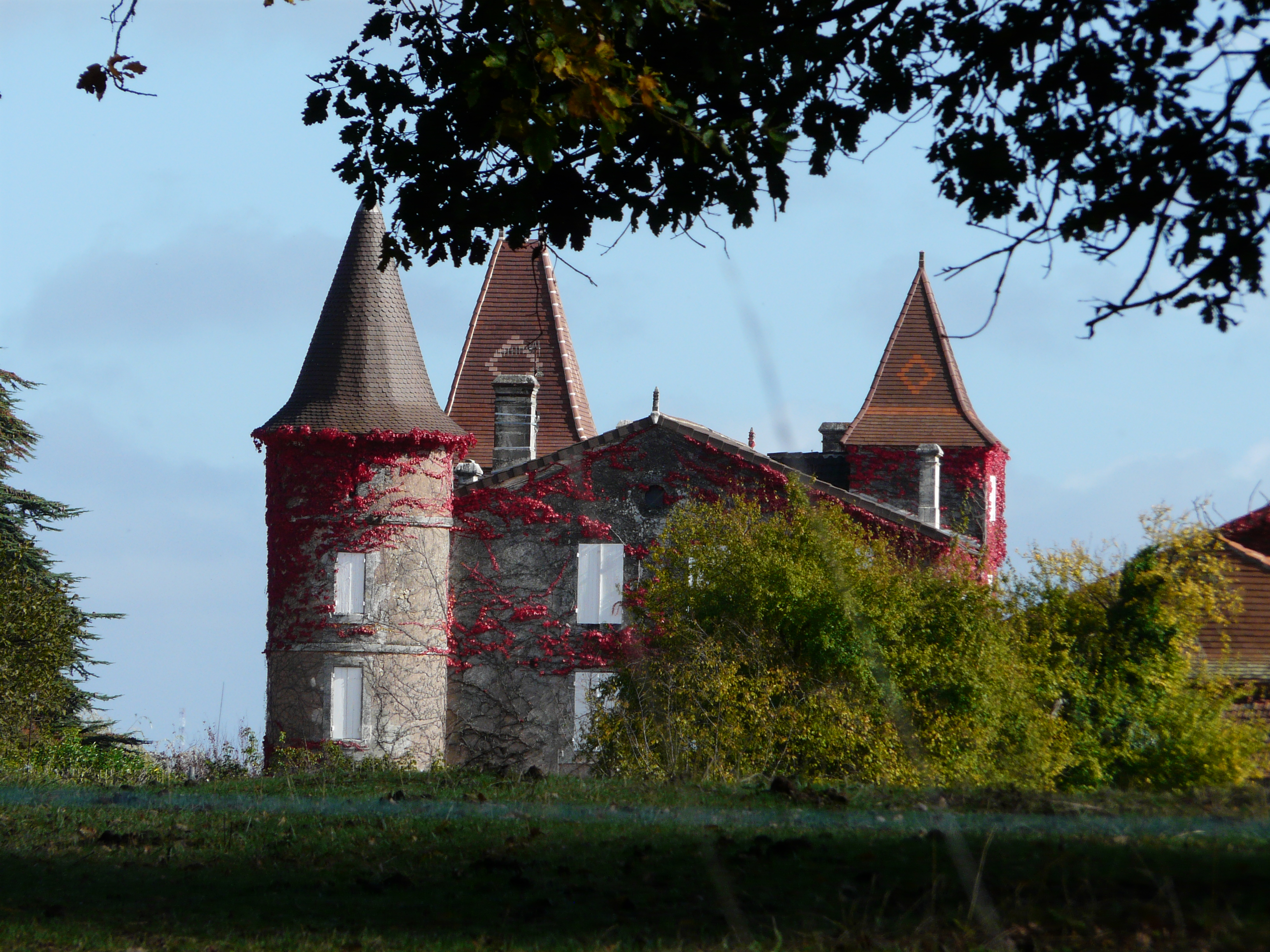
Château Trompette